# ジャメイカ・キンケイド
ジャメイカ・キンケイド（Jamaica Kincaid, 1949年5月25日 - ）はアンティグア・バーブーダ出身のアメリカの作家。

## 経歴
セントジョンズ生まれ。中等教育を修了した後、1965年に17歳で渡米し、ニューヨークに移住する。ニュースクール・フォー・ソーシャルリサーチ (The New School for Social Research)で写真を学んだあと、ニューハンプシャー州のフランコニアカレッジに1年間通う。1973年にElaine Potter Richardsonから改名。
1976年より『ニューヨーカー』の専属ライターとなる。ハーバード大学でアフリカ系アメリカ人に関する研究の講師を務める傍ら、パトワ語によるポスト・コロニアル小説の旗手として注目を集める。

## 日本語訳作品
- 『アニー・ジョン』風呂本惇子訳 学芸書林 1993年1月
- 『ルーシー』風呂本惇子訳 学芸書林 1993年11月
- 『川底に』管啓次郎訳  平凡社 1997年4月
- 『小さな場所』 旦敬介訳 平凡社 1997年4月
- 『弟よ、愛しき人よメモワール』橋本安央訳 松柏社 1999年4月

## 主な受賞歴
- 2000年 フェミナ賞 外国小説部門
- 2017年 ダン・デイヴィッド賞